# Kawalerskie Skały
Kawalerskie Skały – skały na wzgórzu Sowiniec w Lesie Wolskim w Krakowie.
Znajdują się na północno-wschodnim stoku Sowińca, w Woli Justowskiej (obecnie Dzielnica VII Zwierzyniec). Do obrzeży Lasu Wolskiego dochodzą tutaj ulice Kopalina i Zielony Dół. Kawalerskie Skały znajdują się w lesie, około 20 m od obrzeża lasu.
Znajdują się tutaj dwie grupy skał, na których uprawiana jest wspinaczka skalna: Kawalerskie Skały i Wolski Murek. Na Kawalerskich Skałach zaczęto się wspinać prawdopodobnie już w latach 60. XX wieku, ale dopiero od niedawna rejon ten został wyeksplorowany i przygotowany do wspinaczki. Zbudowane z wapienia skały mają postać muru skalnego o wysokości do 13 m i pionowych ścianach z filarami, pęknięciami i rysami. Do 2019 roku poprowadzono na nich 56 dróg wspinaczkowych przygotowanych przez fundację Wspinka. Mają zróżnicowaną trudność od I do VI+, ale większość dróg jest łatwa. Część dróg posiada zamontowane stałe punkty asekuracyjne w postaci ringów (r) i stanowisk zjazdowych (st). Fundacja Wspinka planuje w ramach Krakowskiego Szlaku Wspinaczkowego dokonać dalszego udostępnienia tych skał do wspinaczki. Należałoby zamontować punkty asekuracyjne na pozostałych drogach wspinaczkowych. Wskazane byłoby także zamontowanie drewnianych ław w pobliżu skał, wytyczenie ścieżki dojściowej do skał i wykonanie schodków.

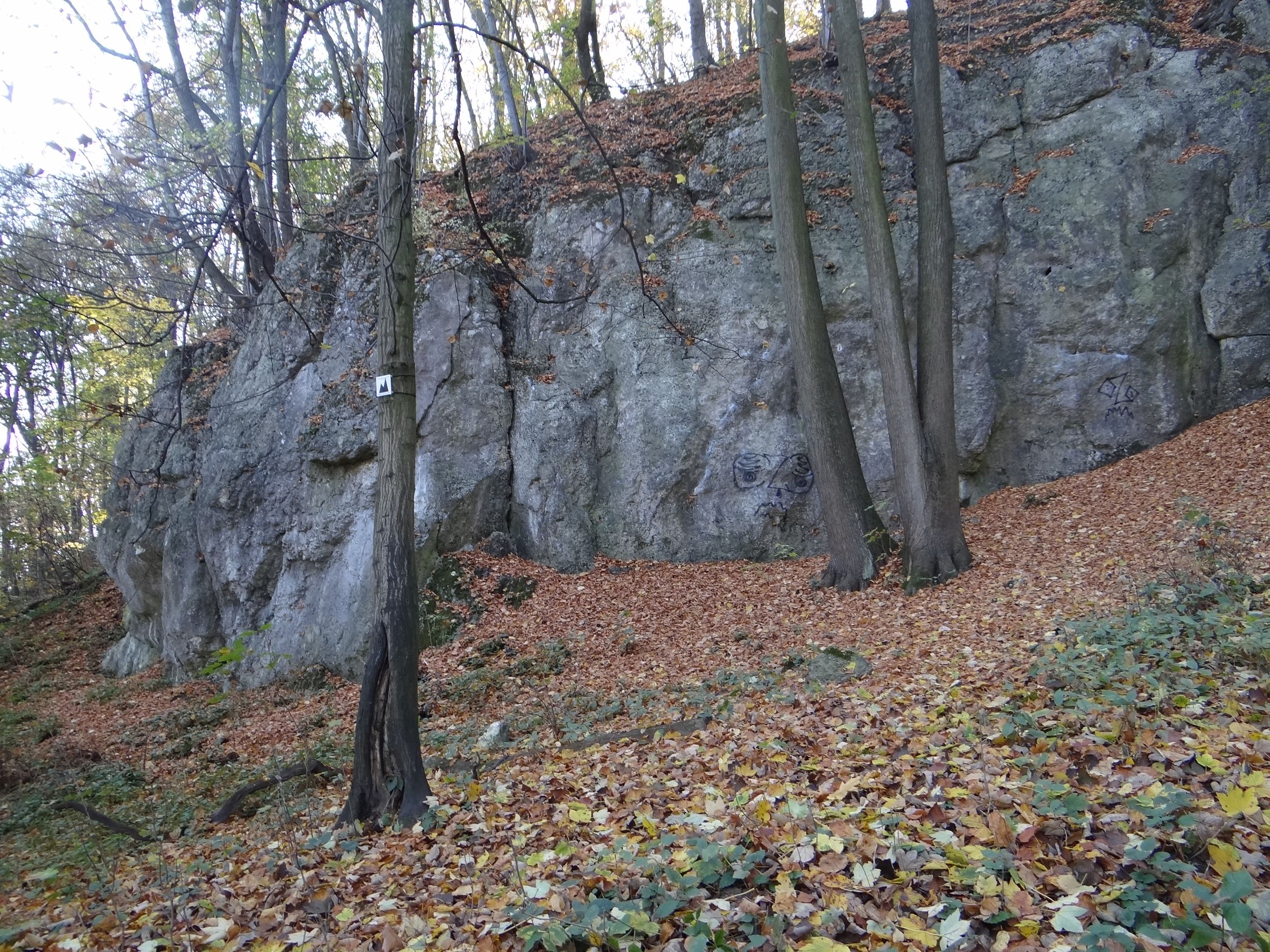
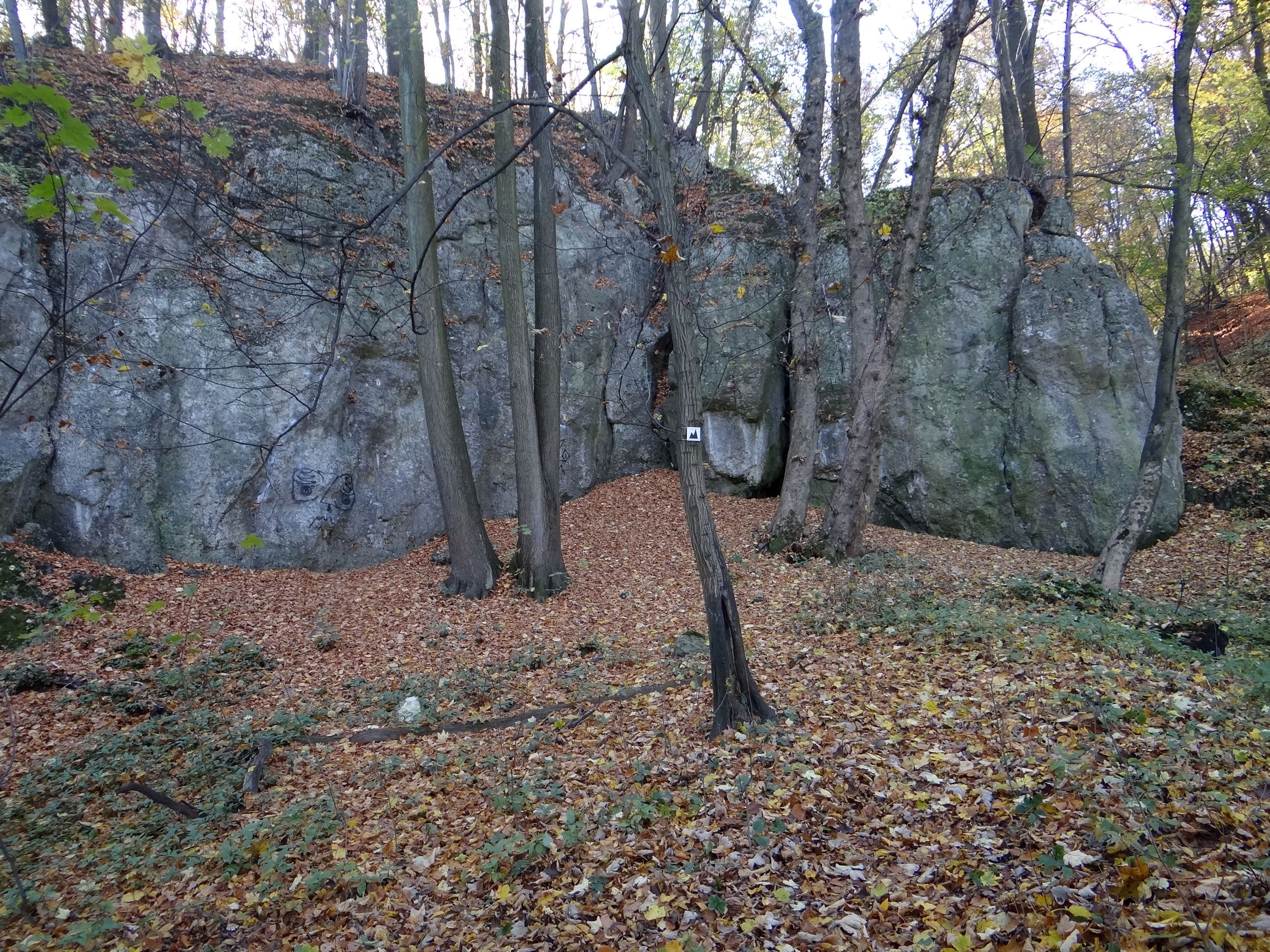
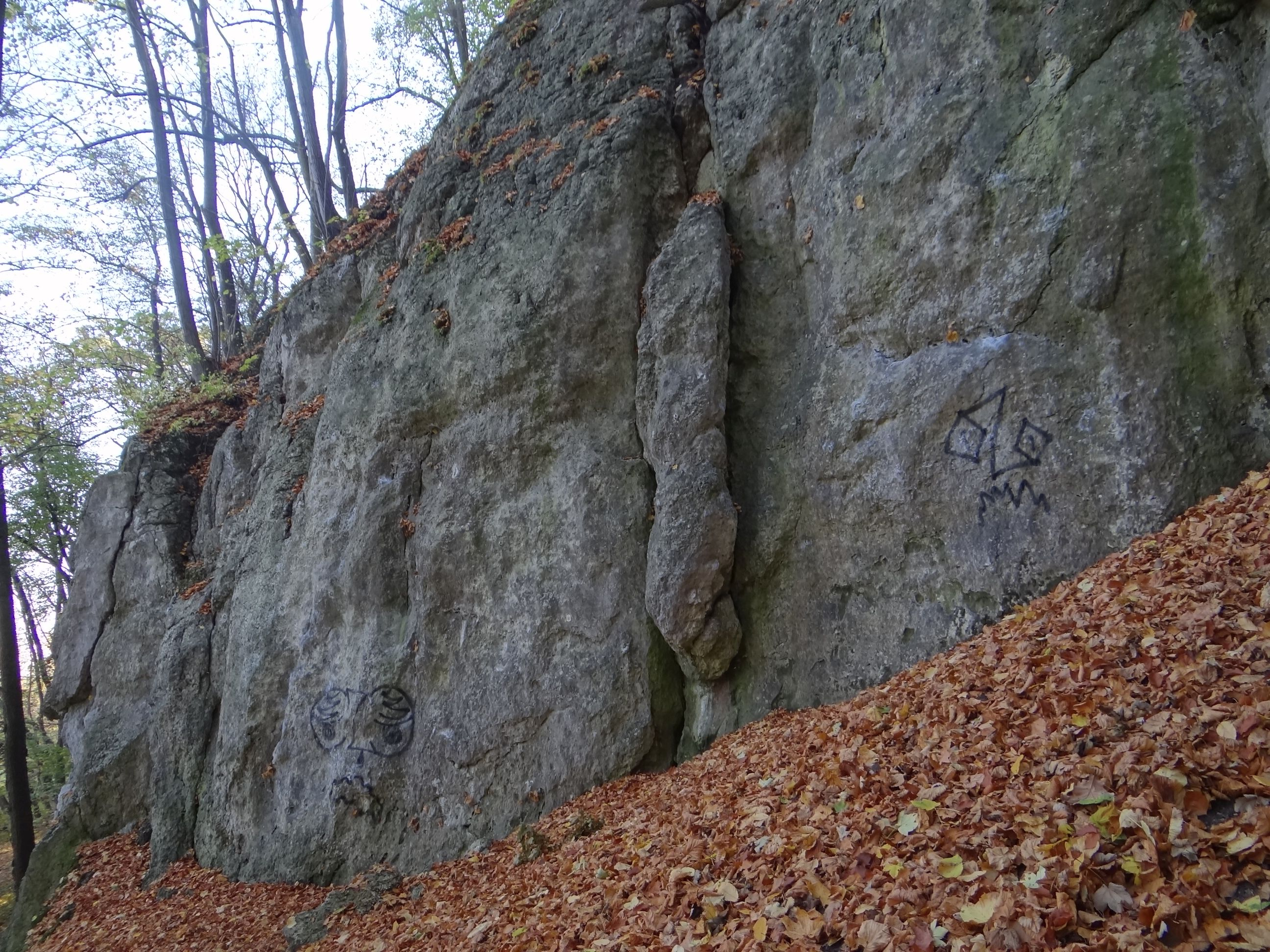
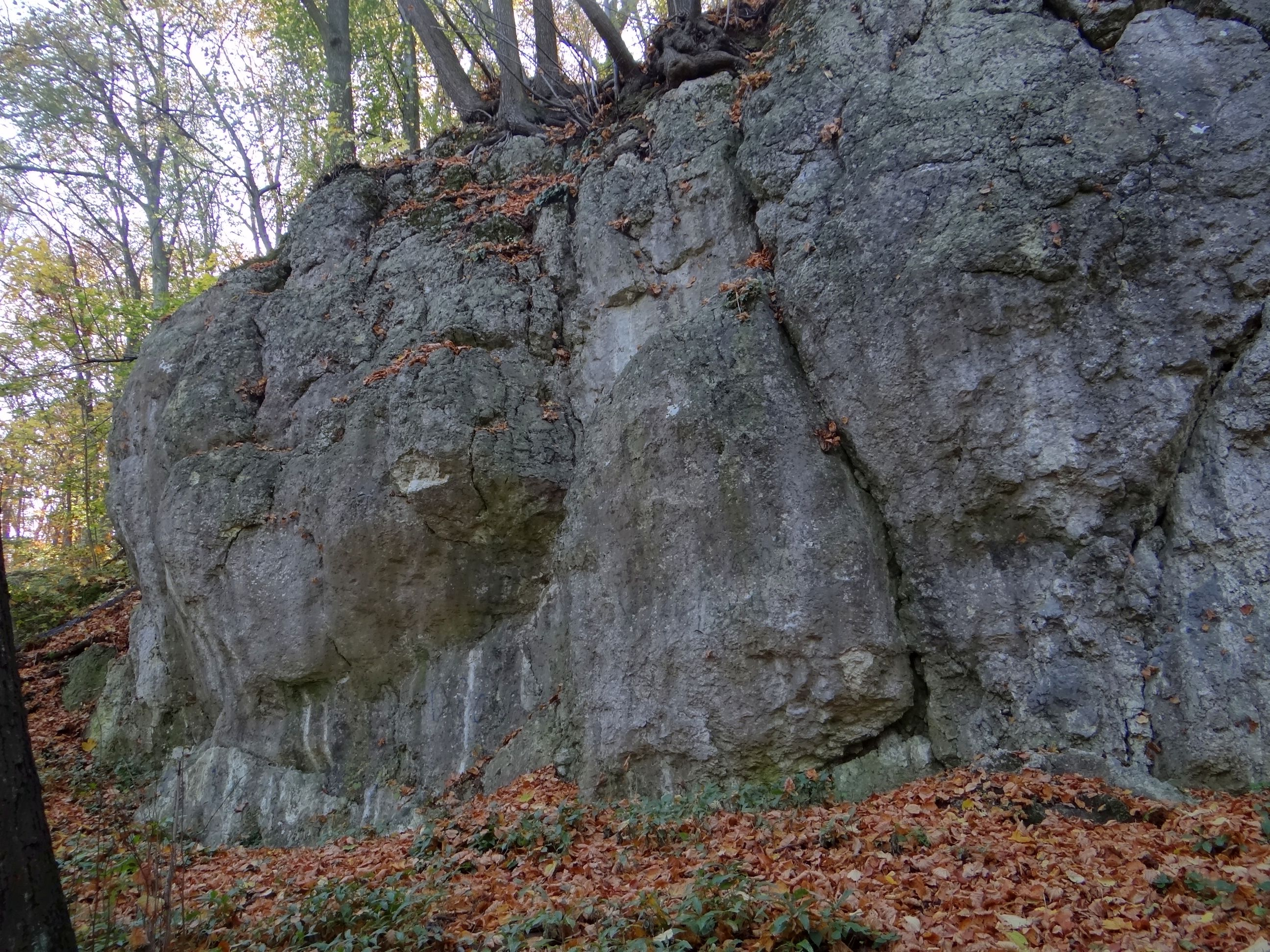
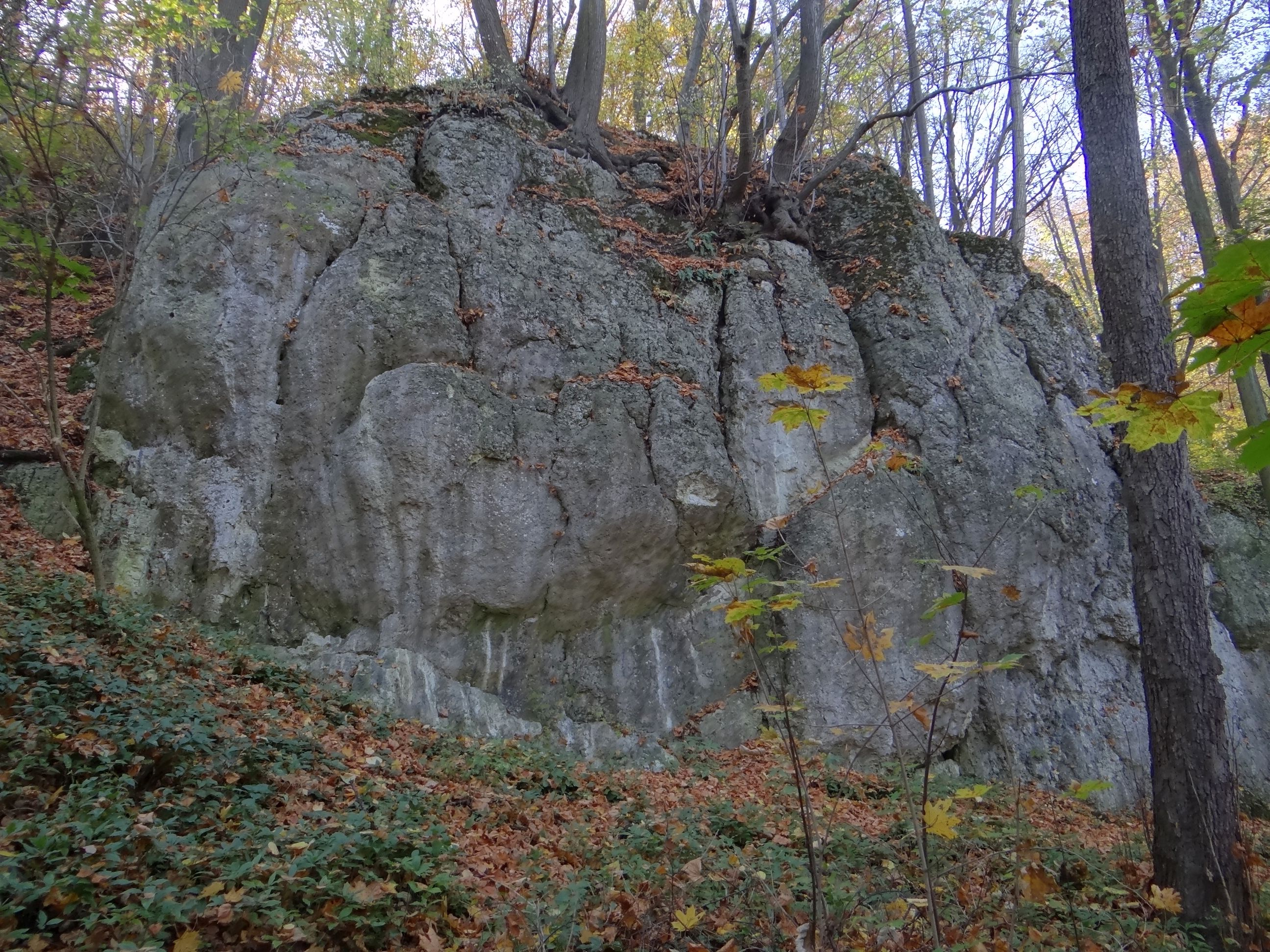
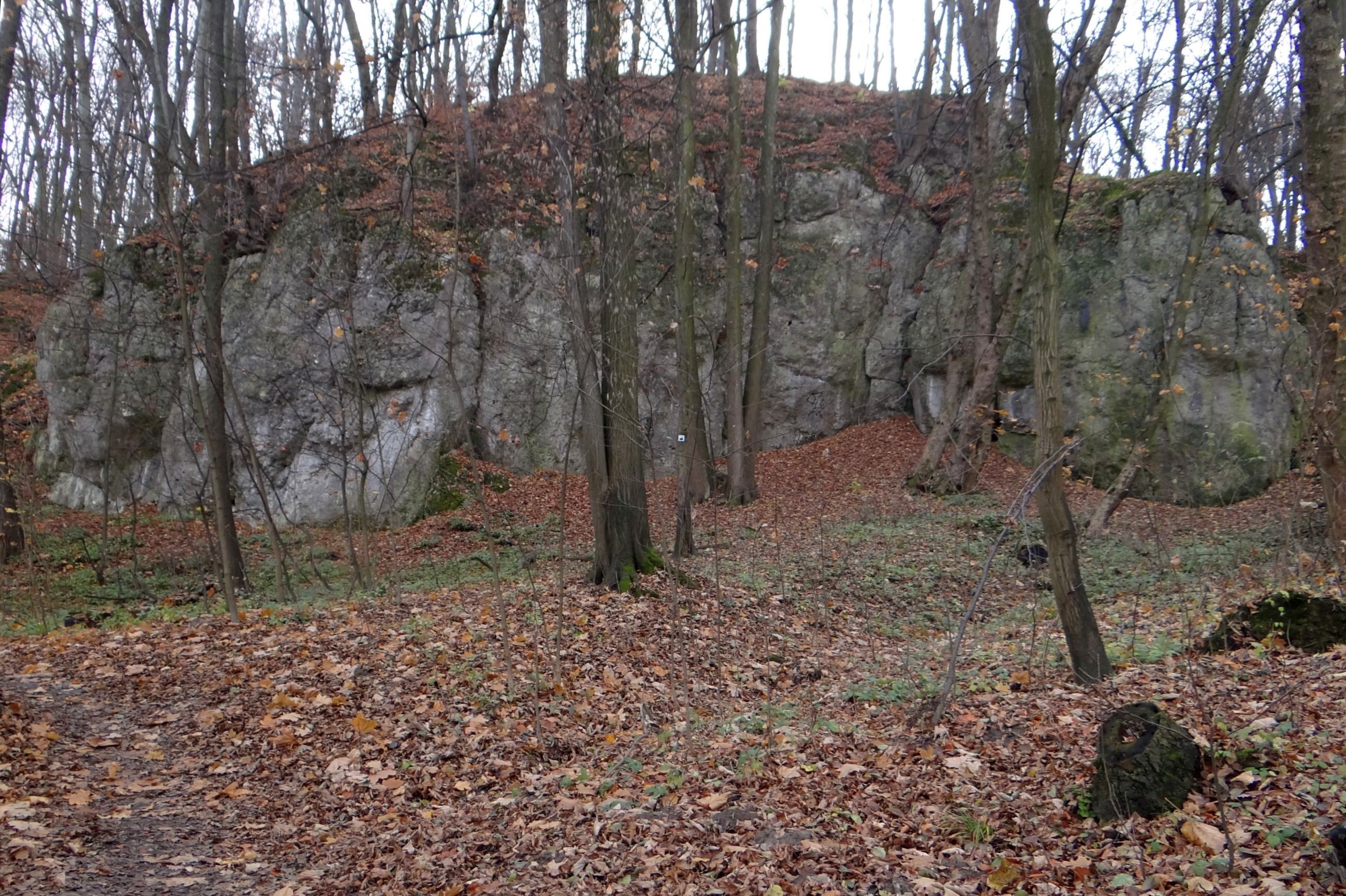
Szczelina przed Gajówką[4].

## Drogi wspinaczkowe
1. Miglanc; IV+
2. Nie wybiera kawalera; V+
3. Śluby kawalerskie; V+
4. Rysa dandysa; V+
5. Króciutkie wskrzeszenie; VI
6. Weteran kontuarów; VI+
7. Hulanki; VI.1+/2
8. Swawole; VI+/1
9. Rock ‘n’roll; VI+
10. Balkoning; III
11. Zagryzka; III
12. Kawa Lerskiego; III+
13. Marszowe pole; VI.2
14. Marszowa rysa; V
15. Marszruta; VI.3
16. Kawalerskie życie; V-
17. Kawalerska diagonala; IV+
18. Przepustka IV+
19. Rysa rekruta; IV+
20. Zacięcie rekruta; IV-
21. Lewy rant; IV (3r + st)
22. Lawirant; III+ (3r + st)
23. Wizja kombinatorów; (3r + st)
24. Mniejsze dobro; VI+/1 (3r + st)
25. Krzyż kawalerski; VI.1+ (4r + st)
26. Kawaler orderu uśmiechu; VI.1 (4r + st)
27. Bykowe; VI.3+/4 (4r + st)
28. Ścianka kawalarzy; VI+ (3r + st)
29. Zacięcie kawalarzy; IV+ (4r + st)
30. Filar kawalarzy; VI (4r + st)
31. Kominek kawalarzy; IV (4r + st)
32. Ryska zdobywców pucharów; VI- (4r + st)
33. Liga mistrzów; VI (4r + st)
34. Prosty zakon; VI (4r + st)
35. Zakon kawalerów meczowych; VI (4r + st)
36. Kawalerskie zacięcie wprost; IV+ (4r + st)
37. Kawalerskie zacięcie; IV- (4r + t)
38. Kawalerska rozpadlina; III
39. Lewy obibok; IV (3r + st)
40. Prawy obibok; IV+ (2r + st)
41. Męczennik; V+ (3r + st)
42. Run forrest run; VI (3r + st)
43. Kawalerski kominek; IV-
44. W grunt wall; V (2r + st)
45. Dwa nagie mecze; VI (3r + st)
46. Magia i mecz; V+ (3r + st)
47. Prostowanie magii I meczu; VI (3r + st)
48. Czarna polewka; VI.2 (4r + st)
49. Walczący z czwórkami; IV- (4r + st)
50. Walczący z trójkami; III+ (3r + st)
51. Walczący z piątkami; V- (5r + st)
52. Monotonia; VI+ (3r + st)
53. Lewy sowizdrzał; V+ (3r + st)
54. Prawy sowizdrzał; V+ (3r + st)
55. Prawy filarek Kawalerskich Skał; V+ (3r + st)
56. Ucieczka przez balkon; I[1].